# Okręg centralny Kościoła Chrześcijan Baptystów w RP

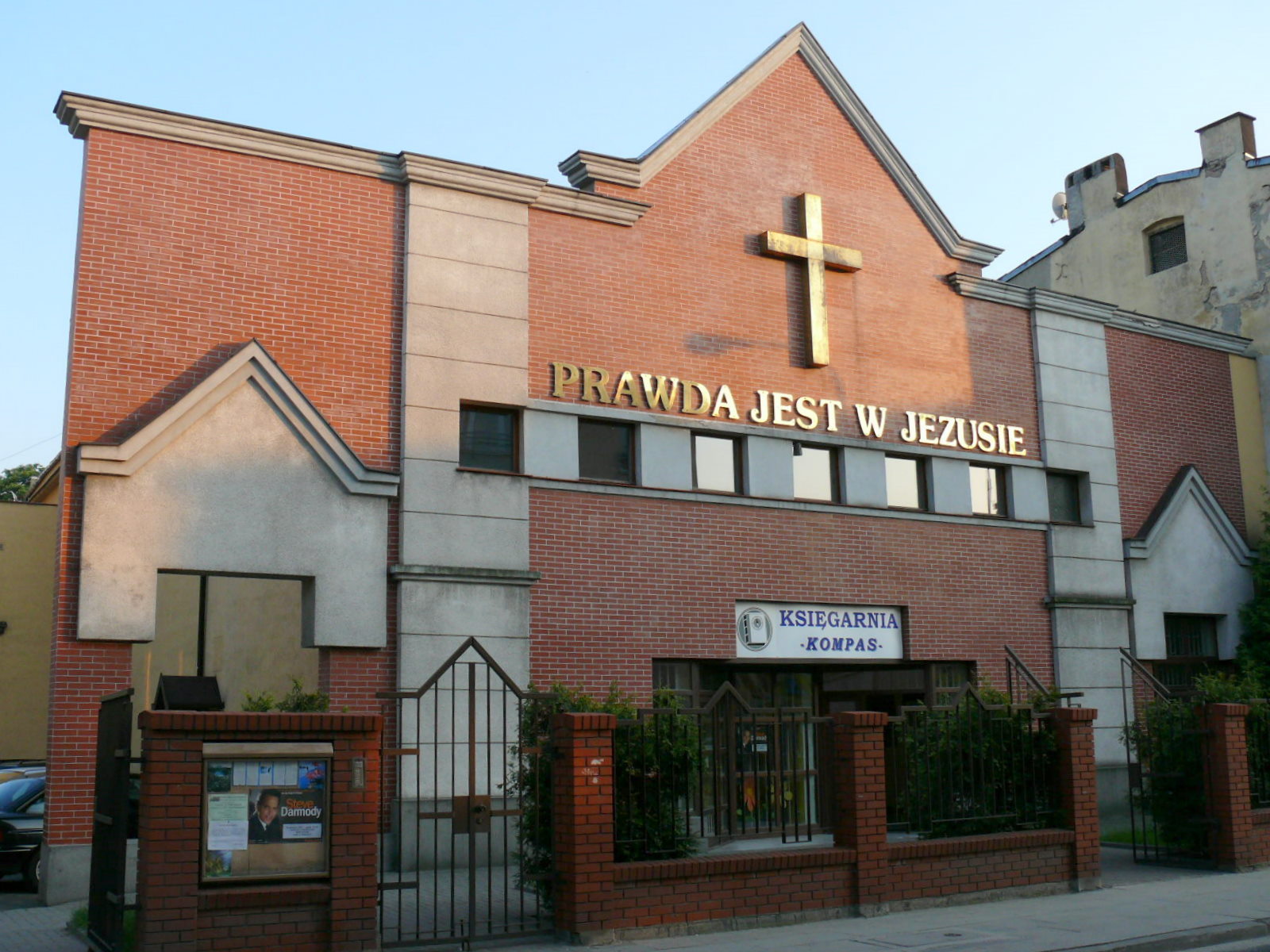
Dom modlitwy Kościoła Chrześcijan Baptystów w Łodzi

Okręg centralny – jeden z dziewięciu okręgów Kościoła Chrześcijan Baptystów w RP liczący 14 zborów i 5 placówek. Przewodniczącym Rady Okręgu jest pastor Leszek Wakuła.
W roku 2013 okręg liczył 718 członków (nie licząc dzieci).

## Zbory
Lista zborów okręgu centralnego (w nawiasie nazwa zboru):
- zbór w Kielcach
- zbór w Łodzi
- zbór w Mińsku Mazowieckim („Kościół 5M”)
- zbór w Otwocku („Droga Życia”)
- zbór w Piasecznie („Drzewo Pana”)
- zbór w Radomiu
- zbór w Warszawie (pierwszy)
- zbór w Warszawie (drugi – „Blisko Boga”)
- zbór w Warszawie-Radości (czwarty – „Wspólnota Radość”)
- zbór w Warszawie (rosyjskojęzyczny)
- zbór w Warszawie (First International Baptist Church)
- zbór w Zduńskiej Woli
- zbór w Zelowie
- zbór w Żyrardowie

## Placówki
Lista placówek okręgu centralnego:
- placówka w Grodzisku Mazowieckim
- placówka w Końskich
- placówka w Łodzi-Bałutach
- placówka we Włocławku
- placówka w Zgierzu